# NOD1
NOD1 — цитозольный белок, Nod-подобный рецептор подсемейства NOD, является внутриклеточным рецептором, связывающим бактериальные пептидогликаны.

## Структура и функции
Белок NOD1 состоит из 953 аминокислот, молекулярная масса — 108 кДа. Имеет сложное доменное строение, на N-терминальном конце содержит CARD-домен, далее 9 лейцин-богатых доменов и NACHT-домен. За счёт CARD-домена связывает каспазу-9 и RIPK2 посредством  гомофильного взаимодействия CARD-CARD.
Лигандом NOD1 являются бактерильные пептидогликаны, в частности гамма-D-глутамил-диаминопимелиновая кислота. Усиливает апоптоз, опосредованный каспазой 9. Индуцирует активность NFκB через активацию RIPK2 и IKK-гамма.